# Metacatharsius ferrugineus
Metacatharsius ferrugineus är en skalbaggsart som beskrevs av Olivier 1789. Metacatharsius ferrugineus ingår i släktet Metacatharsius och familjen bladhorningar. Inga underarter finns listade i Catalogue of Life.